# Putre
Putre es una comuna y localidad chilena, capital de la Provincia de Parinacota, en la Región de Arica y Parinacota. Se ubica en el altiplano andino, a 145 km al este de Arica. Tiene una superficie de 5902,5 km² y una población de 2765 habitantes según el censo de 2017.
Putre es el principal centro urbano de la precordillera y el altiplano de la región. Su historia y cultura están estrechamente ligadas a los pueblos indígenas de la zona, especialmente al pueblo aymara.
La comuna forma parte de la Reserva de Biosfera Lauca y alberga atractivos naturales como el Parque Nacional Lauca, el Lago Chungará y los Nevados de Payachata.
Su economía se basa en la ganadería, el comercio y el turismo, con un creciente interés en el turismo de naturaleza y cultura. Además, es un punto de paso estratégico en la Ruta CH-11, que conecta Arica con Bolivia a través del Paso Chungará-Tambo Quemado.

## Etimología
Putre es conocida en aimara como Putiri, que significa "murmullo de aguas".

## Historia

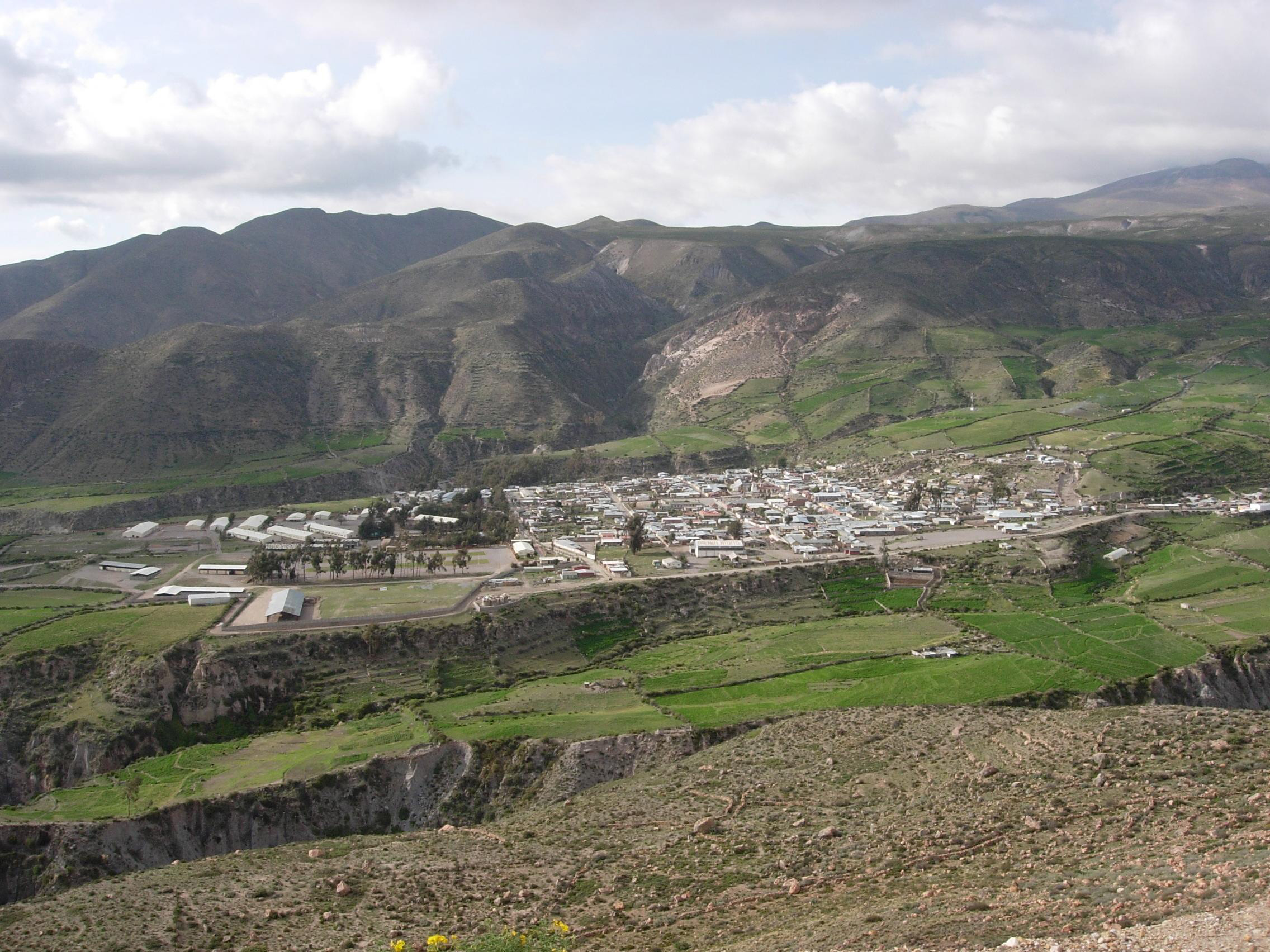
Vista general del pueblo de Putre.

A la llegada de los conquistadores españoles, Putre era una Pascana (tambo o posada) de mucha actividad en el Qhapaq Ñan (camino inca) a los yacimientos de Potosí y que enlazaba también por el sur a las localidades de Zapahuira, Socoroma y Copiapó para luego continuar hacia el valle del Mapocho, debió ser por tanto lugar de paso obligado de funcionarios incas, tropas y caravanas de llamas cargueras.
Durante el auge minero de la colonia se convirtió en un importante centro de producción agrícola y de descanso en el camino a las minas. Las primeras familias españolas y mestizas en asentarse en Putre, hacia el año 1580, provenían del sur del Perú y de Bolivia; entre las que pueden mencionarse los Cáceres, naturales del pueblo de Paucarpata en Arequipa, que trajeron la primera imagen religiosa de la Purísima Concepción, que aún se venera en el templo, o los Condori provenientes de Puno, que trajeron consigo una imagen de San Agustín, y los Luqui de Bolivia, a quienes probablemente se debe la actual devoción en el valle a la Virgen de la Asunta.

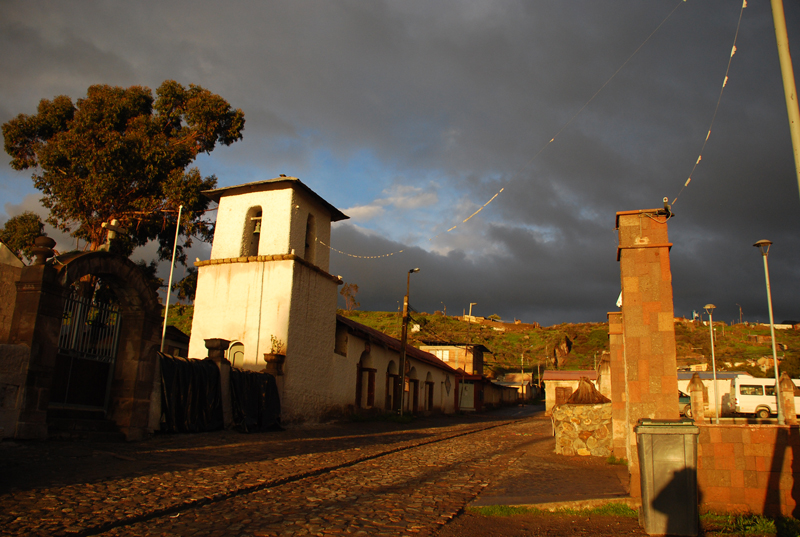
Después de la lluvia.

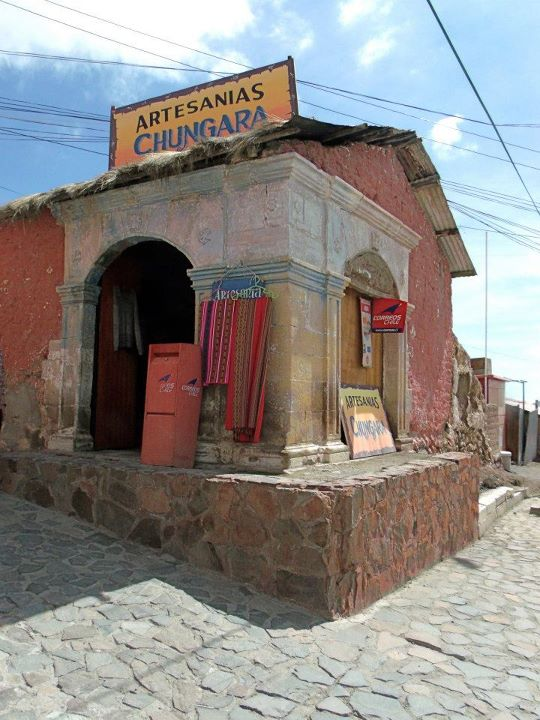
Portales de piedra tallada, en un comercio de artesanía.

Uno de los primeros censos de Putre en el año 1750 reportaba 233 habitantes aymaras. Como consecuencia de la independencia peruana y de la caída en la producción minera de Potosí, muchos nativos españoles abandonaron la zona. El censo peruano de 1879 indicaba que la población se componía exclusivamente de pobladores aymaras al igual que en todos los poblados precordilleranos de la provincia de Arica.
Al estallar la Guerra del Pacífico, el ejército peruano mantuvo en Putre y el cercano valle de Lluta un importante número de bueyes para la manutención de las guarniciones de Tacna y Arica. A comienzos de 1880, las primeras avanzadas chilenas llegaron al pueblo de Putre, donde un piquete de merodeadores compuesto de 30 hombres se entretuvo, "sacando ganados, i como los reyes moros de Granada, imponiendo contribuciones de vacas, de ovejas y de vírgenes", según refiere el historiador chileno Benjamín Vicuña Mackenna.
Francisco Solano Asta-Buruaga y Cienfuegos escribió en 1899 en su Diccionario Geográfico de la República de Chile sobre Putre:

Putre.-—Aldea del departamento de Arica situada en la planicie al sur del valle de Lluta y distante 22 kilómetros de Socorroma, 16 á 18 de Belen y unos 170 de la ciudad de Arica. Contiene como 500 habitantes.

Firmada la paz en 1883 y durante el proceso de chilenización, hubo en Putre un importante foco de resistencia cultural peruana. Hacia el año 1900 un vecino del pueblo llamado Antonio Mollo, fabriquero de la iglesia de Putre, con apoyo del párroco de Belén, organizó un colectivo ciudadano autodenominado "Juventud Putrense", el cual inició sus actividades izando la bandera peruana en el pueblo, lo que motivó la intervención armada de las tropas chilenas que guarnecían la zona. Mollo fue expulsado en 1922, pero regresó para continuar con sus actividades propagandísticas, hasta su muerte en 1926. Otro poblador de importante accionar a favor de la causa peruana fue Modesto Mena Mamani, natural de la localidad putrense de Ticnamar de la que fue expulsado en 1918 y a la que pudo regresar después de la incorporación definitiva de Arica a Chile en 1929.
Posteriormente, el geógrafo chileno Luis Risopatrón describe a Putre en su libro Diccionario Jeográfico de Chile en el año 1924: : 721 

Putre (Pueblo de). 18° 12' 69° 35' Ofrece una buena estension de alfalfares a su alrededor, es el mas importente de la altiplanicie i se encuentra a 3 530 m de altitud, en la parte inferior de la quebrada del mismo nombre.

En 1979, se convirtió en capital de la recién creada Provincia de Parinacota, segregada de la provincia de Arica, entonces parte de la Región de Tarapacá, anexando además la anterior comuna de Belén.

## Geografía

### Geomorfología
La comuna de Putre se encuentra emplazada en las unidades geomorfológicas de Cordillera prealtiplanica, Pediplanos, glacis y piedemont, Precordillera rio Lauca y Depresión rio Lauca.

### Clima
El pueblo de Putre posee un clima estepario de lluvia estival, mientras que la comuna presenta según la clasificación climática de Köppen clima de tundra (ET), clima de tundra de lluvia estival (ET (w)), clima glacial de lluvia estival (EF (w)) y clima semiárido de lluvia estival (BSk (w)), típico del altiplano chileno-boliviano, por lo cual las lluvias son mucho más frecuentes en verano entre diciembre y marzo. Las temperaturas rara vez alcanzan los 20 grados en verano, y en invierno apenas hay heladas.
| Parámetros climáticos promedio de Putre | Parámetros climáticos promedio de Putre | Parámetros climáticos promedio de Putre | Parámetros climáticos promedio de Putre | Parámetros climáticos promedio de Putre | Parámetros climáticos promedio de Putre | Parámetros climáticos promedio de Putre | Parámetros climáticos promedio de Putre | Parámetros climáticos promedio de Putre | Parámetros climáticos promedio de Putre | Parámetros climáticos promedio de Putre | Parámetros climáticos promedio de Putre | Parámetros climáticos promedio de Putre | Parámetros climáticos promedio de Putre |
| Mes                                     | Ene.                                    | Feb.                                    | Mar.                                    | Abr.                                    | May.                                    | Jun.                                    | Jul.                                    | Ago.                                    | Sep.                                    | Oct.                                    | Nov.                                    | Dic.                                    | Anual                                   |
| --------------------------------------- | --------------------------------------- | --------------------------------------- | --------------------------------------- | --------------------------------------- | --------------------------------------- | --------------------------------------- | --------------------------------------- | --------------------------------------- | --------------------------------------- | --------------------------------------- | --------------------------------------- | --------------------------------------- | --------------------------------------- |
| Temp. máx. abs. (°C)                    | 18.9                                    | 18.5                                    | 19.3                                    | 19.8                                    | 18.4                                    | 20.3                                    | 19.1                                    | 19.4                                    | 18.9                                    | 19.8                                    | 19.1                                    | 21.6                                    | 21.6                                    |
| Temp. máx. media (°C)                   | 14.7                                    | 14.3                                    | 15.2                                    | 16.3                                    | 15.8                                    | 15.0                                    | 15.0                                    | 15.7                                    | 16.6                                    | 16.6                                    | 17.0                                    | 16.4                                    | 15.7                                    |
| Temp. media (°C)                        | 11.6                                    | 11.5                                    | 10.8                                    | 9.6                                     | 7.4                                     | 5.2                                     | 5.0                                     | 6.0                                     | 8.1                                     | 9.5                                     | 10.8                                    | 11.4                                    | 10.4                                    |
| Temp. mín. media (°C)                   | 6.1                                     | 6.0                                     | 6.0                                     | 5.8                                     | 4.6                                     | 4.0                                     | 4.0                                     | 4.0                                     | 4.8                                     | 4.9                                     | 5.5                                     | 5.7                                     | 5.1                                     |
| Temp. mín. abs. (°C)                    | 2.1                                     | 2.8                                     | 2.9                                     | 2.9                                     | 1.4                                     | 0.2                                     | 0.3                                     | -1.4                                    | 0.3                                     | 0.7                                     | 0.9                                     | 1.5                                     | -1.4                                    |
| Precipitación total (mm)                | 102                                     | 51                                      | 38                                      | 1                                       | 1                                       | 1                                       | 1                                       | 2                                       | 2                                       | 2                                       | 22                                      | 53                                      | 276                                     |
| Fuente:                                 |                                         |                                         |                                         |                                         |                                         |                                         |                                         |                                         |                                         |                                         |                                         |                                         |                                         |

### Hidrología
La comuna se halla entre las cuencas hidrográficas de Altiplanicas, Costeras del río Camarones y Pampa del Tamarugal, Costeras del Río San José y Quebrada Camarones, Quebrada Río Camarones, río Lluta y Río San José. Además, la comuna posee diversos cuerpos de agua, entre los que se destacan la lago Chungara, laguna Caracota, laguna Casari Macho, laguna Casiri-Hembra, laguna Challavin, laguna Cotacotani, laguna Cotapampa, laguna Cotapujo, laguna de Cotacotani, laguna Paquisa, laguna Vilacolllo, lagunas  de Cotacotani, lagunas Chungará y lagunas de Cotacotani, lago Chungará, río Caquena, río Caullatiri, río Chusiavida, río Lauca, río Paquisa, río San José, río Seco y río Tignamar; y salar de Surire.

## Medio Ambiente

Trazado simplificado de los ecosistemas y cuerpos de agua presentes en la comuna de Putre.

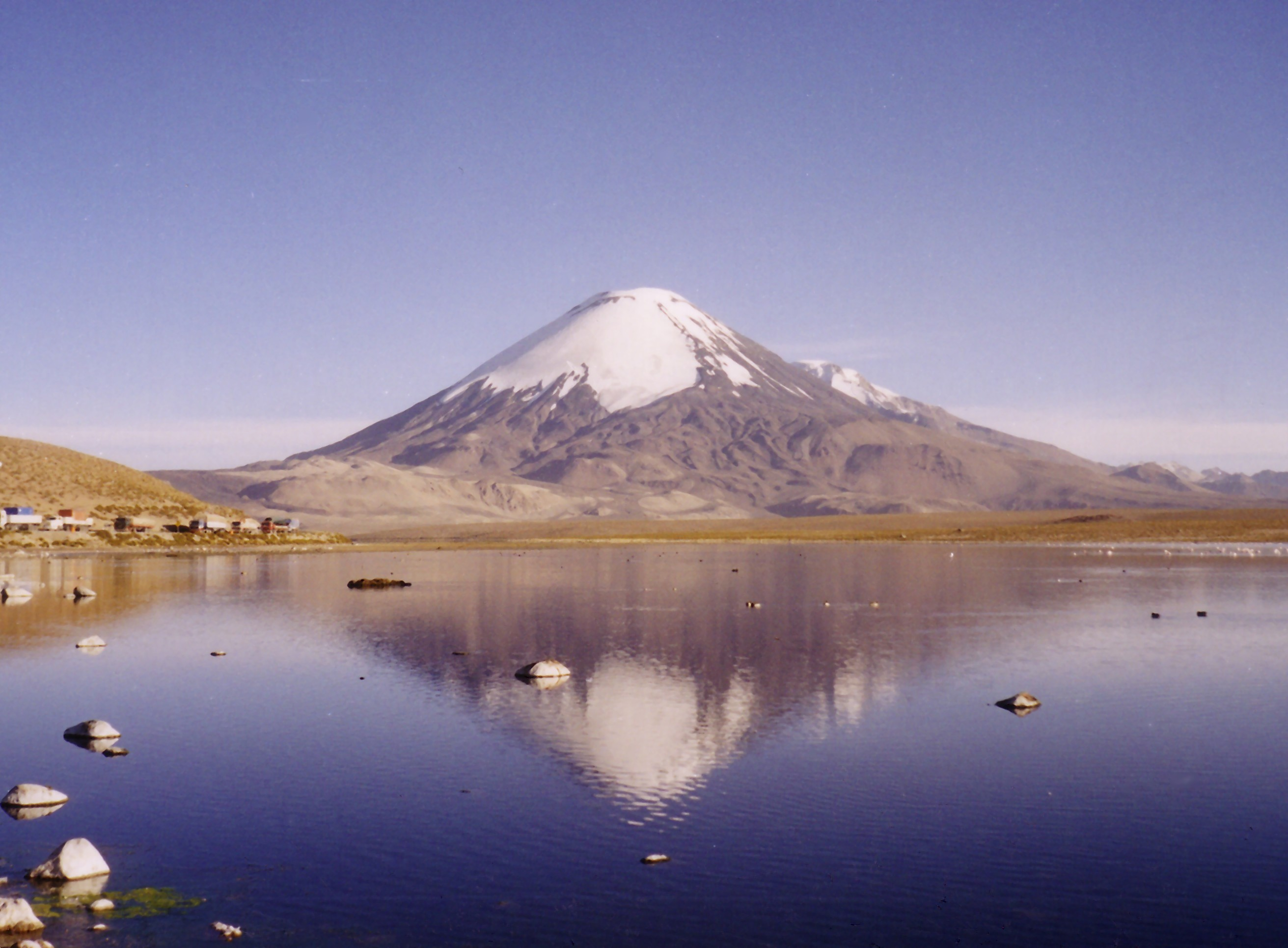
Lago Chungará con el volcán Parinacota, en el Parque Nacional Lauca.

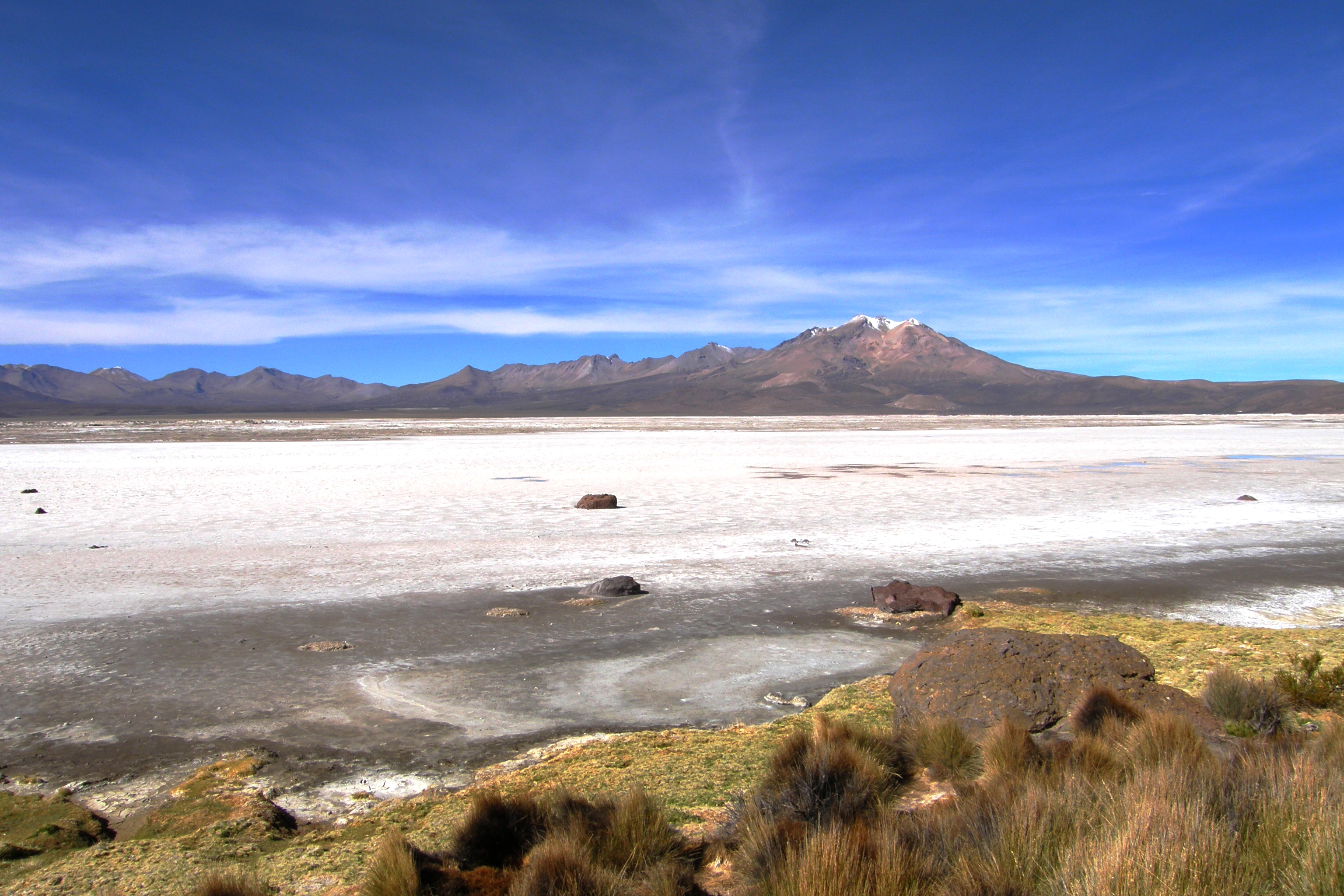
Salar de Surire y Cordillera de los Andes.

### Componentes bióticos
Dentro del territorio de la comuna se pueden hallar los siguientes ecosistemas:
- Bosque espinoso tropical andino donde predominan Browningia candelaris y Corryocactus brevistylus (Preocupación menor)
- Matorral bajo desértico tropical andino donde predominan Atriplex imbricata y Acantholippia deserticola (Preocupación menor)
- Matorral bajo tropical andino donde predominan Azorella compacta y Pycnophyllum molle (Vulnerable)
- Matorral bajo tropical andino donde predominan Fabiana ramulosa y Diplostephium meyenii (Vulnerable)
- Matorral bajo tropical andino donde predominan Parastrephia lepidophylla y Parastrephia quadrangularis (Vulnerable)
- Matorral bajo tropical andino donde predominan Parastrephia lucida y Azorella compacta (Vulnerable)
- Matorral bajo tropical andino donde predominan Parastrephia lucida y Festuca orthophylla (Vulnerable)
- Matorral desértico tropical interior donde predominan Malesherbia auristipulata y Tarasa operculata (Vulnerable)
- Zonas geográficas hinóspitas sin vegetación (Sin información)

### Medidas de Protección Ambiental y Conflictos Socioambientales
Hasta 2022, la comuna de Putre cuenta con las siguientes zonas que poseen algún nivel de protección ambiental:
- Lauca (Reserva Biósfera)[21]
- Monumento Natural Salar de Surire (Monumento Natural)[22]
- Parque Nacional Lauca (Parque Nacional)[2]
- Reserva Nacional Las Vicuñas (Reserva Nacional)[23]
- Rinconada de Caquena (Sitios ERB)
- salar de Surire (Sitio Ramsar)[24]
- Sector Precordillera de Tignamar (Sitios Ley 19.300)[25]

## Administración

### Municipalidad
La Ilustre Municipalidad de Putre es dirigida desde agosto de 2023 por el alcalde Javier Tito Huaylla (Ind./Chile Vamos). El concejo municipal para el período 2024-2028 está conformado por:
- Marisol Huanca Bernabé (PH)
- Marianella Huanca Tapia (Ind./UDI)
- Armando Huanca Limari (Ind./UDI)
- Justo Blas Huayllas (Ind./RN)
- Juan Mamani Churata (Ind./DEM)
- Herman Gutiérrez Coloma (Ind./PPD)

La comuna de Putre fue creada por el DFL N.º 8583 el 30 de diciembre de 1927. En 1979 se suprimió la antigua comuna de Belén, anexándola a Putre. Es capital provincial desde 1982.

### Representación parlamentaria
Putre pertenece al Distrito Electoral n.º 1 y a la 1.ª Circunscripción Senatorial . Es representada en la Cámara de Diputados del Congreso Nacional por los diputados Vlado Mirosevic Verdugo (PL), Nino Baltolu Rasera (UDI) y Luis Rocafull López (PS). A su vez, es representada en el Senado por los senadores José Durana Semir (UDI) y José Miguel Insulza (PS).

## Economía
En 2018, la cantidad de empresas registradas ante el Servicio de Impuestos Internos en Putre fue de 17. El Índice de Complejidad Económica (ECI) en el mismo año fue de -1,15, mientras que las actividades económicas con mayor índice de Ventaja Comparativa Revelada (RCA) fueron Otras Actividades de Edición (157,8), Hoteles (88,99) y Gobierno Central (43,69).

### Energías renovables
Dado al alto potencial de energía solar del norte del país, las políticas gubernamentales han ido enfocadas en fomentar la producción de autoconsumo fotovoltaico en la comuna. En enero de 2020, el Ministerio de Energía instaló a cincuenta familias putreñas un sistema de paneles solares para sus propias viviendas, las cuales no se encontraban conectadas a la red eléctrica.
| Rama              | Unidad militar                           |
| ----------------- | ---------------------------------------- |
| Ejército de Chile | - Brigada Motorizada n.º 24 "Huamachuco" |

## Cultura

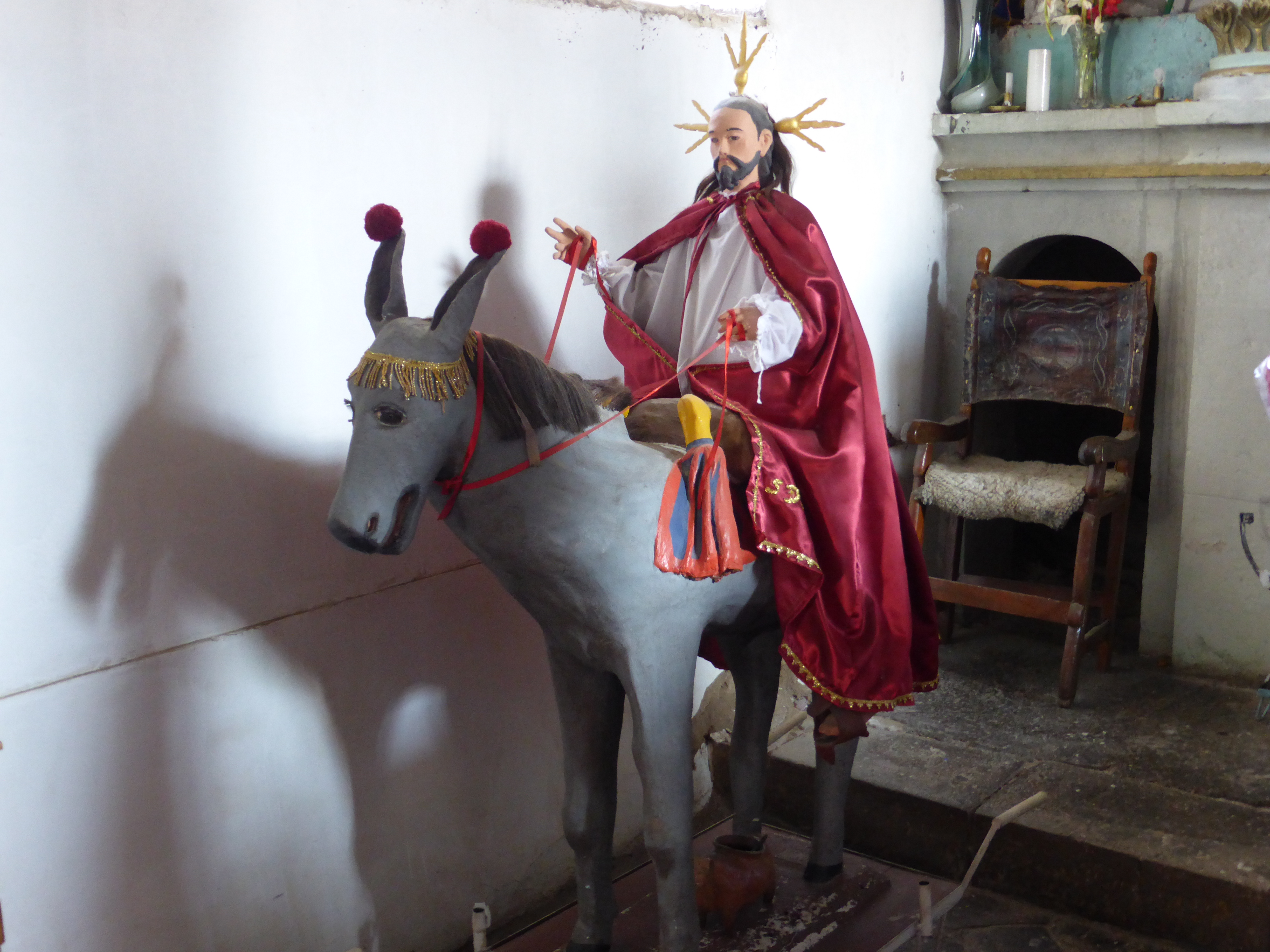
Imagen procesional en la iglesia de Putre.

Las actividades y eventos más destacados en Putre son:
- Febrero: Carnaval de Putre.
- 15 de agosto: fiesta patronal de la Virgen de la Asunta, con danzas y bailes en las calles del poblado.
- Noviembre (fines de este mes): Feria Regional Andina, con muestra ganadera, minera, artesanal, folclórica y turística del altiplano; simultáneamente se realizan el Festival de la Canción Andina y la Feria Internacional de Integración.
- Noviembre (último fin de semana): Cristo Rey, con una procesión a una gruta en la quebrada La Barranca.

## Lugares de interés

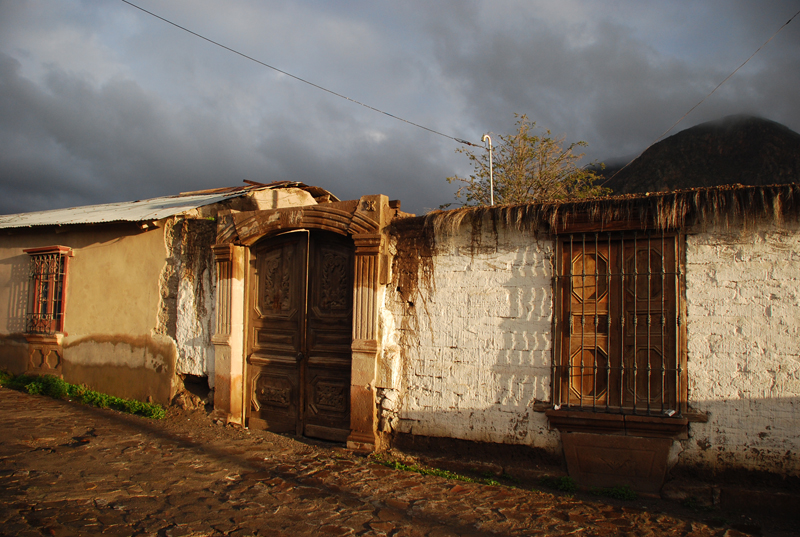
Portal de piedra tallada, del año 1885, en la calle Baquedano.

Uno de los hitos turísticos del pueblo es la calle O'Higgins, la más antigua, la cual posee un acequión por el medio cruzado por puentes de piedra con bancos. Muchas casas en el espacio urbano conservan portales y antepechos de ventanas en piedra tallada del siglo XVII, época de mayor auge económico. Sin embargo, los actuales edificios son en su mayor parte del siglo XIX y se reutilizan estos antiguos elementos decorativos, como es frecuente en construcciones de La Colonia.
Desde el pueblo, se observa la andenería de la quebrada del río Chilcacahua (al norte), con plantaciones de alfalfa, orégano, papas y otras hortalizas. En la entrada al pueblo, se divisan corrales de llamas y alpacas, que son destinadas a la exportación. La plaza tiene muchos árboles y es muy cuidada. A su alrededor está el edificio de la municipalidad y la gobernación, la estación de Radio Parinacota, la iglesia y la casa parroquial.

### Iglesia de Putre

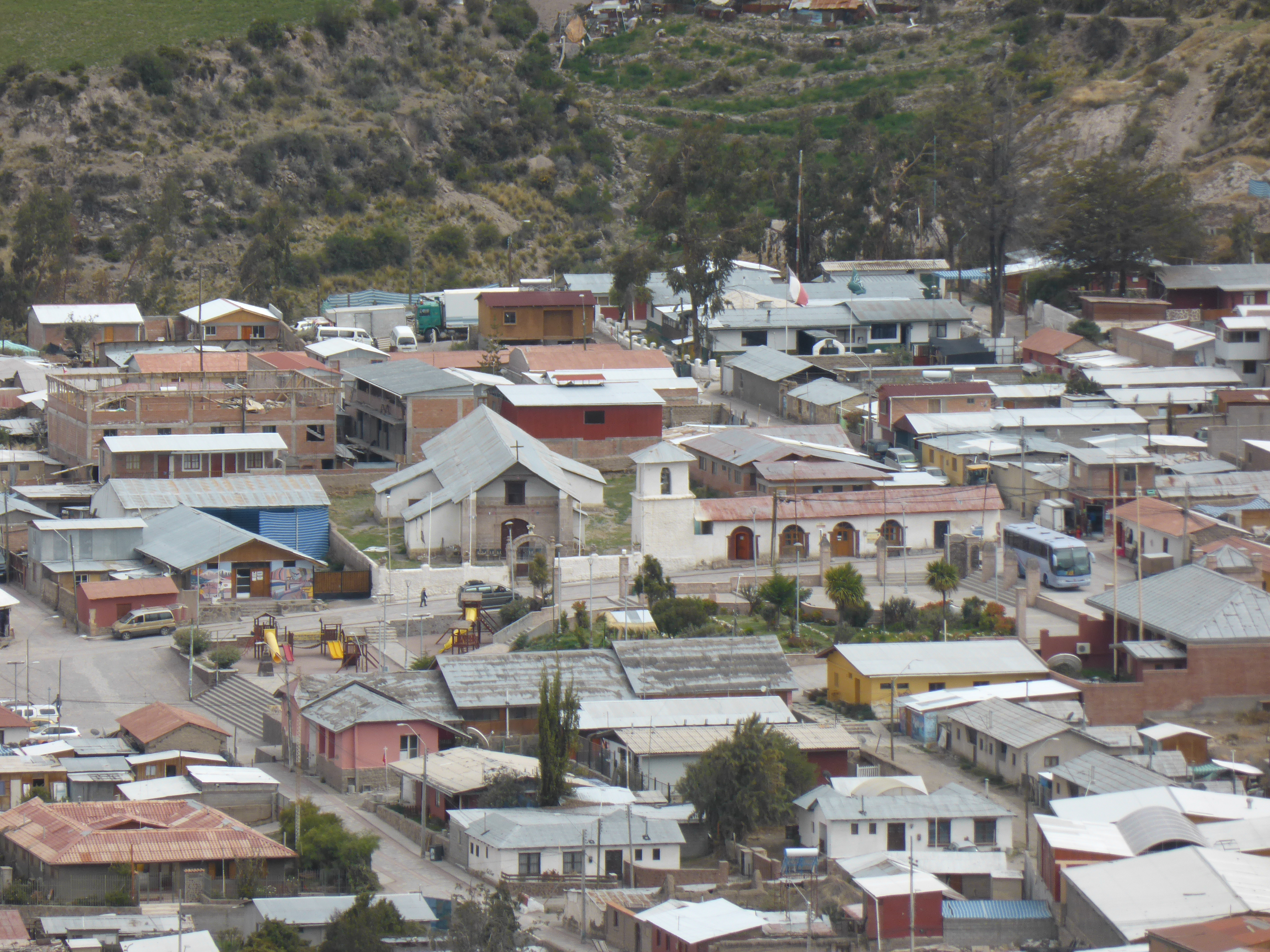
Vista parcial con la iglesia y su torre-campanario.

La iglesia de San Ildefonso, de Putre, fue construida en 1670 en reemplazo de la antigua iglesia, destruida por un terremoto y que, según los cronistas, estaba cubierta de oro y plata. Su fachada de piedra, el coro y el cierro exterior son producto de una restauración de 1871. El campanario es más antiguo, de fecha que aún se desconoce. El patio de acceso está empedrado en un estilo de mosaico; la nave es de adobe, cuya estructura tiene 33 m de largo y 6 m de altura. Su altar, con un retablo de piedra pintada celeste, data de 1895, mientras el coro tiene una escala de acceso en piedra, por el baptisterio. Sus principales fiestas religiosas son el Carnaval, en febrero; la Virgen de la Asunta, el 15 de agosto; Cristo Rey, el último domingo de octubre y el Pachayampe (fiesta de la papa), la primera semana de noviembre. Actualmente está declarada Monumento Nacional.

### Pictografías de Vilacaurani
Las pictografías de Vilacaurani son escrituras pictográficas ubicadas en Latinoamérica, hechas por pueblos precolombinos; estas forman parte del conjunto de monumentos históricos del país de Chile. Han sido denominadas Yacimientos arqueológicos Están ubicadas a 12 km al SO de Putre en el norte grande de Chile; se requiere caminar de aproximadamente 3 horas por camino tropero para llegar a esta. Las figuras pintadas en las piedras desnudas fueron hechas con pigmentos de óxido de fierro mezclados con sustancias aglutinantes, su deterioro ha sido esporádico a través del tiempo pero hay señales de deterioro grave, a causa de que existen restos de hollín, inscripciones nuevas y raspaduras, pero aún no pierde su valor como obra de arte prehistórico. El significado de este material aún no ha sido descifrado.

### Otros lugares de interés
Entre los puntos de interés a nivel comunal, destacan, entre otros:
- las áreas silvestres protegidas del parque nacional Lauca, la Reserva nacional Las Vicuñas y el Monumento natural Salar de Surire;
- la localidad de Belén y su iglesia;
- la localidad de Parinacota y su iglesia;
- la localidad de Guallatire y su iglesia;
- la localidad de Socoroma y su iglesia;
- el sistema hidrológico del lago Chungará y las lagunas de Cotacotani.
- la quebrada de Allane
- las Termas de Jurasi, de Polloquere, de Juntuma, de Chiriguaya, y de Las Cuevas.
- el Geiser de Lupica
- el Portezuelo de Chapiquiña
- el Salar de Surire
- el Tambo de Zapahuira y el Tambo de Chungará
- el Pucará de Copaquilla, el Pucará de Saxamar, el Pucará de Calacruz, y el Pucará de Belén
- el Volcán Parinacota

## Deportes

### Fútbol
Municipal Putre participó en la edición 2011 del Torneo AFUNOR.

## Medios de comunicación

### Radioemisoras
- 94.5 MHz - Parinacota
- 96.3 MHz - Cordillera (Ex-Chungará)